# Senegalia bonariensis
Senegalia bonariensis là một loài thực vật có hoa trong họ Đậu. Loài này được (Gillies ex Hook. & Arn.) Seigler & Ebinger mô tả khoa học đầu tiên năm 2006.